# ژان-فرانسوا شابرون
ژان-فرانسوا شابرون (به فرانسوی: Jean-François Chabrun) نویسنده، شاعر، روزنامه‌نگار و منتقد هنری قرن بیستم میلادی اهل فرانسه بود.